# Den okända
Den okända är en svensk dramafilm från 1913 i regi av Mauritz Stiller. I huvudrollerna ses Grete Wiesenthal och Gösta Ekman.

## Om filmen
Filmen premiärvisades 21 augusti 1913 i Wien Österrike med svensk premiär på biograf Fenix i Stockholm 8 september 1913. Filmen spelades in vid Svenska Biografteaterns ateljé på Lidingö med exteriörer från omgivningen utanför Hasselbackens restaurang på Djurgården och på den obebyggda delen av nuvarande Lärkstaden invid Engelbrektskyrkan i Stockholm av Julius Jaenzon. 
Som förlaga har man Hugo von Hofmannsthal balett Das fremde Mädchen som uruppfördes på Theater in der Königgrätzer-Strasse i Berlin 1911.

## Rollista i urval
- Grete Wiesenthal - den okända flickan
- Gösta Ekman - den rike ynglingen
- Ragnhild Owenberg-Lyche - den rike ynglingens väninna
- Jenny Tschernichin-Larsson - häxa
- Stina Berg - lönnkrögerska
- John Ekman - bandit
- William Larsson - bandit
- Georg Grönroos - bandit
- Nils Elffors - bandit